# 石綿使用建築物等解体等業務特別教育規程
石綿使用建築物等解体等業務特別教育規程（いしわたしようけんちくぶつとうかいたいとうぎょうむとくべつきょういくきてい、平成17年3月31日厚生労働省告示第132号）は、石綿使用建築物等解体等業務特別教育についての基準を定めた厚生労働省告示である。
石綿障害予防規則に基づき定められたものである。